# 오타니 탐험대
오타니 탐험대(일본어: 大谷探検隊)는 20세기 초두에 일본 정토진종 혼간지파 법주였던 오타니 고즈이(제22대)가 실시한 학술 탐험을 가리킨다.

## 개요
중앙아시아(주로 동튀르키스탄 및 서튀르키스탄)에 파견된 불교 전래를 탐구한 고고 탐험대로, 실크로드 연구사에서 중요한 성과를 거뒀다. 1902년부터 1914년 간에 세 차례에 걸쳐 진행되었으나, 러일전쟁과 제1차 세계대전 발발이라는 당시 역사적 상황과 겹치며 세부적인 활동 내역은 명확하지 않은 점이 많다.

## 제1차 탐험
제1차(1902년 ~ 1904년) 탐험은 런던 유학 중이었던 오타니 고즈이 본인이 직접 나섰고, 혼다 에류(本多恵隆), 이노우에 고엔(井上弘円), 와타나베 뎃신(渡辺哲信), 호리 겐유(堀賢雄) 네 명이 동행했다. 고즈이는 카슈가르에 체재한 뒤 인도를 향하여 1903년 1월 14일에 오랜 기간 미지의 산이었던 영취산을 발견했고, 마가다국의 수도 왕사성(王舍城)을 특정했다. 와타나베와 호리는 갈라져서 타클라마칸 사막에 들어가 호탄, 쿠차 등을 조사했다. 수바시 고성(故城)에서는 사리(舍利) 용기를 발견했다.
별도의 윈난성 루트 탐험이 노무라(野村禮譲), 시게노 준이치(茂野純一)에 의해 실시되었으며, 도중에 건축가 이토 주타와 조우했다. 이것이 고즈이와 이토 간 교류의 계기가 되었으며, 훗날 쓰키지 혼간지 설계 건조(建造)에까지 이르렀다.

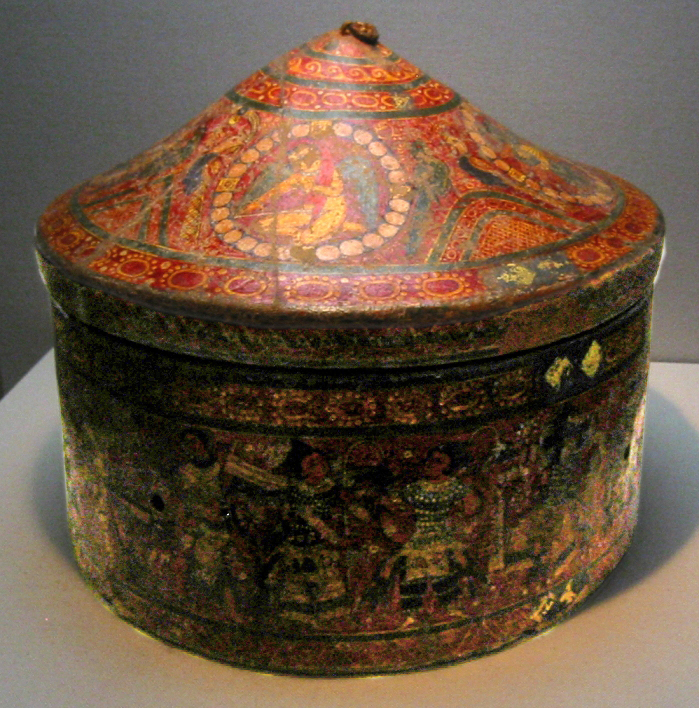
사리 용기(6~7세기, 수바시 고성). 도쿄국립박물관 소장.

## 제2차 탐험
제2차(1908년 ~ 1909년) 탐험은 다치바나 즈이초(橘瑞超), 노무라 에이자부로(野村栄三郎) 둘이 파견되어 외몽골을 통해 타림 분지에 들어가 투르판을 조사한 뒤 코를라에서 둘로 갈라졌다. 노무라는 카슈가르 방면, 다치바나는 로프노르 호적(湖跡)이 있는 누란 방면을 조사했다. 유명한 이백문서(李柏文書)는 이 때 발견된 것으로 여겨진다.

## 제3차 탐험
제3차(1910년 ~ 1914년)는 다치바나 즈이초, 요시카와 쇼이치로(吉川小一郎) 둘이 투르판, 누란 등 이미 조사한 지역을 재차 조사한 것을 시작으로 중가리아에서도 조사를 진행한 한편, 돈황에서 약간의 문서를 수집했다. 이 때 수집한 미라 등은 당시 일본이 조차 중이었던 중국 다롄의 뤼순박물관(旅順博物館)에 소장되어 현재도 공개 중이다.

## 보고 및 현황
세 차례의 탐험에 의해 귀중한 고문서 문화재가 일본 국내에 반입되었는데, 그 보고서로서 《서역고고도보》(일본어: 西域考古図譜) 두 질(1915년), 《신서역기》(일본어: 新西域記) 두 권(1937년)이 간행되었다. 연구 보고서로서 《서역문화연구》(일본어: 西域文化研究) 총 여섯 권(1958년)이 나왔다. 현재는 반입된 문서의 자료집인 《오타니 문서 집성》(일본어: 大谷文書集成) 1 (1984년)도 간행되었다.
탐험대의 수집품은 일본으로 보내진 다음 중국 뤼순박물관, 일본 류코쿠대학, 도쿄국립박물관, 조선총독부박물관 등으로 이관되었다. 현재 대한민국 국립중앙박물관의 오타니 컬렉션 소장품은 원래 오타니 고즈이의 별장 니라쿠소(일본어: 二楽荘)에 보관되었다가 1916년 4월 말에 조선총독부박물관으로 인계된 것이다.

## 참고 문헌
- 나가사와 가즈토시(長澤和俊編) (2004). 《シルクロード探検　大谷探検隊》 [실크로드 탐험 오타니 탐험대] (일본어) 신판. 하쿠스이샤.[3]
- 진순신 (1987). 〈第一次大谷探検隊・堀賢雄日記の主要部〉 [제1차 오타니 탐험대·호리 겐유 일기의 주요부]. 《西域旅行日記　大谷探検隊》 [서역 여행 일기 오타니 탐험대] (일본어). 하쿠스이샤.
- 가네코 다미오(金子民雄) (2002). 《西域 探検の世紀》 [서역 탐험의 세기] (일본어). 이와나미 신서.
- 시라스 조신(白須淨眞) (2002). 《大谷探検隊とその時代》 [오타니 탐험대와 그 시대] (일본어). 벤세이슛판(勉誠出版).
- 시라스 조신, 편집. (2011). 《大谷探検隊と国際政治社会―チベット、探検隊、辛亥革命》 [오타니 탐험대와 국제 정치 사회―티베트, 탐험대, 신해혁명] (일본어). 벤세이슛판.
- 사토 겐(佐藤健) (2003). 《阿弥陀が来た道―百年目の大谷探検隊》 [아미타가 온 길―오타니 탐험대 100주년] (일본어). 마이니치 신문사.
- 《図録『楼蘭王国と悠久の美女』展》 [도록 《누란왕국과 유구의 미녀》展] (일본어). 아사히 신문사. 1992.[4]
- 혼다 다카시게(本多隆成) (1994). 《大谷探検隊と本多恵隆》 [오타니 탐험대와 혼다 에류] (일본어). 헤이본샤.
- 혼다 에류(本多恵隆). “大谷光瑞師の西域探検” [오타니 고즈이 선생의 서역 탐험]. 《龍谷大学論叢》 (일본어) (293).
- 구마가이 노부오(熊谷宣夫) (1953). “東トルキスタンと大谷探検隊” [동튀르키스탄과 오타니 탐험대]. 《佛教藝術》 (일본어) (마이니치 신문사) (19).

## 같이 보기
- 류코쿠 대학
- 그레이트 게임